# Urameisen
Die Urameisen (Ponerinae), auch Stechameisen oder Wespenameisen sind eine Unterfamilie der Ameisen (Formicidae).

## Merkmale
Die Urameisen besitzen ein knoten- oder schuppenförmiges Stielchenglied (Petiolus) ohne Postpetiolus. Zwischen dem ersten und zweiten Segment der Gaster befindet sich eine markante Einschnürung. Bei einigen Gattungen wie Odontomachus fehlt diese Einschnürung, allerdings sind diese dann durch die extreme Modifikation der Gaster oder der Mandibeln leicht zu bestimmen. Alle weiblichen Kasten verfügen über einen Giftstachel.
Königinnen und Arbeiterinnen sind sich morphologisch sehr ähnlich und zeigen keine extremen Größenunterschiede. Ergatomorphe bzw. intermorphe Imagines kommen häufig vor. Bei den meisten Arten ist die Legeleistung der Königinnen sehr gering und oft legen sie höchstens fünf Eier pro Tag. Dementsprechend sind volksschwache Kolonien, die oft nur aus mehreren hundert Tieren bestehen, die Regel. Echte Trophallaxis, der Austausch von Kropfnahrung, findet nur bei den nahe verwandten Gattungen Ponera und Hypoponera statt. Bei anderen Arten erfolgt der Flüssigkeitsaustausch, indem Arbeiterinnen einen Tropfen zwischen den Mandibeln transportieren.
Die Larven entwickeln sich stets zu Kokon-Puppen.

## Vorkommen
Die Urameisen sind weltweit verbreitet, vor allem in warmen Gebieten. In Mitteleuropa kommen ursprünglich allerdings nur zwei Arten vor, nämlich die Schmale Urameise (Ponera coarctata) und eine sehr ähnliche Art, die Braune Urameise (Ponera testacea). Hinzu kommen einige eingeschleppte Arten, die meist nur an ganzjährig warmen Orten wie in Gewächshäusern zu finden sind (z. B. Hypoponera punctatissima).

## Lebensweise
Die sozialen Verhaltensweisen sind nicht so weit entwickelt wie etwa bei den Schuppenameisen. Viele Arten gründen ihre Kolonien selbständig, aber semi-claustral, das heißt, die Königin muss das Nest verlassen, um Nahrung zu sammeln. Bis auf einige Ausnahmen sammeln Arbeiterinnen die Nahrung alleine und das Rekrutierungsverhalten ist schwach ausgeprägt.

### Ernährung
Die Nahrung der meisten Urameisen besteht überwiegend oder ausschließlich aus erbeuteten Insekten, Spinnen und anderen kleinen Tieren. Viele Arten haben sich auf einen bestimmten Beutetyp (z. B. Tausendfüßer) spezialisiert. Zudem wird auch Aas angenommen. Symbiosen mit Raupen, Blattläusen oder anderen Insekten sind bei den Urameisen nicht beschrieben.

## Systematik
Nach einer Revision der höheren Ameisentaxa durch den amerikanischen Myrmekologen Barry Bolton im Jahre 2003 ist heute die Gruppe der Ponerinae sehr viel enger gefasst als nach traditioneller Ansicht. So wurden viele Tribus in den Rang von Unterfamilien erhoben (Amblyoponinae, Ectatomminae Heteroponerinae, Proceratiinae). Die Gattung Paraponera mit der einzigen rezenten Vertreterin Paraponera clavata und der fossilen Art Paraponera dieteri wurde früher auch zu dieser Gruppe gerechnet, ist aber nach heutigem Erkenntnisstand nicht näher mit den Urameisen verwandt und bildet eine eigene Unterfamilie Paraponerinae.
Die etwas mehr als 1200 Arten der Urameisen werden in folgende Tribus und Gattungen untergliedert:
- Platythyreini
  - Platythyrea
- Ponerini
  - Anochetus
  - Asphinctopone
  - Belonopelta
  - Centromyrmex
  - Cryptopone
  - Diacamma
  - Dinoponera (z. B. Dinoponera longipes)
  - Dolioponera
  - Emeryopone
  - Harpegnathos
  - Hypoponera
  - Leptogenys
  - Loboponera
  - Myopias
  - Odontomachus
  - Odontoponera
  - Pachycondyla
  - Phrynoponera
  - Plectroctena
  - Ponera (z. B. Ponera testacea, Ponera coarctata)
  - Psalidomyrmex
  - Simopelta
  - Streblognathus
- Thaumatomyrmecini
  - Thaumatomyrmex

Nach derzeit allgemeiner Ansicht folgen die phylogenetischen Beziehungen innerhalb der Ponerinae folgendem Kladogramm:
| N.N. | \| \| Thaumatomyrmex \| \| \| \| \| \| Ponerini \| \| \| \| |
|      | \| \| Thaumatomyrmex \| \| \| \| \| \| Ponerini \| \| \| \| |
|      | Platythyrea                                                 |
|      |                                                             |
|      | Thaumatomyrmex                                              |
|      |                                                             |
|      | Ponerini                                                    |
|      |                                                             |

|  | Thaumatomyrmex |
|  |                |
|  | Ponerini       |
|  |                |

Bei den Ponerini handelt es sich wahrscheinlich nicht um eine monophyletische Gruppe. Die Einordnung von Thaumatomyrmex gilt als unsicher.

### Arten in Mitteleuropa
In Mitteleuropa kommen 7 Arten der Unterfamilie vor. In Klammern sind die Vorkommen in den deutschsprachigen Ländern angegeben:
- Cryptopone ochraceum (Schweiz)
- Hypoponera eduardi (Schweiz)
- Hypoponera punctatissima (Deutschland, Österreich, Schweiz)
- Hypoponera ergatandria (Deutschland, Schweiz)
- Ponera coarctata (Deutschland, Österreich, Schweiz)
- Ponera testacea (Deutschland, Österreich, Schweiz)
- Proceratium melinum (Österreich)